# Dingavis
Dingavis — викопний рід орнітуроморфних птахів ранньої крейди Китаю. Він містить один вид, D. longimaxilla.

## Відкриття й найменування
У Сіхедані в Ляоніні було розкопано викопний скелет птаха. Занесений до каталогу як IVPP V20284, він був знайдений у шарі формації Ісянь, що датується аптом. Він складається з майже цілого і пов'язаного з черепом скелета, стиснутого на пластині. Зберігає залишки пера на шиї. Збереглося близько сорока гастролітів. Він представляє дорослу особину. Зразок був придбаний Інститутом палеонтології та палеоантропології хребетних у Пекіні.
У 2015 році типовий вид Dingavis longimaxilla назвали й описали Jingmai O'Connor, Wang Min, Hu Han. Родова назва поєднує ім'я Дін Веньцзяна, «батька китайської геології», з латинським avis, «птах». Видова назва походить від лат. longus, «довгий» і maxilla, «верхня щелепа».

## Опис
Juehuaornis має довгий дзьоб, який становить 63–65% загальної довжини черепа. Гастроліти великі, діаметром 2–4 сантиметри.

## Класифікація
Juehuaornis був поміщений в Ornithuromorpha у 2015 році. У 2016 році було висунуто припущення, що Dingavis може бути когенеричним для тісно пов'язаних родів Changzuiornis і Juehuaornis, які могли бути знайдені в одній формації, і в цьому випадку Juehuaornis матиме пріоритет.